# Puente canal de Magdeburgo

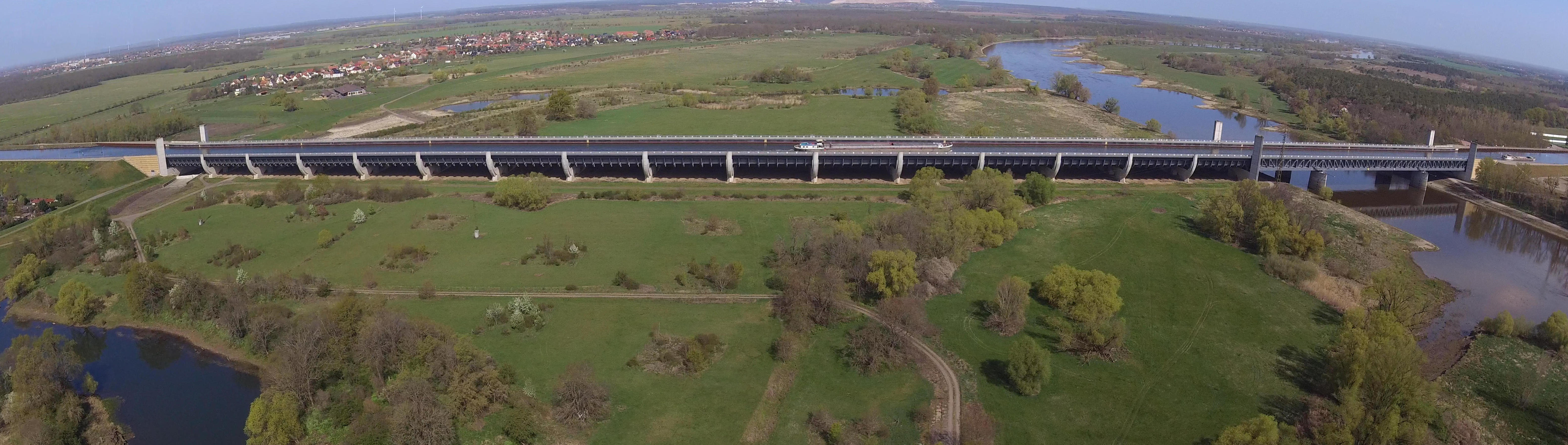
El puente Canal de Magdeburgo.

El puente acuífero de Magdeburgo (en alemán: Kanalbrücke Magdeburg) es un puente acuífero de Alemania sobre el río Elba y por el que discurre el canal navegable de Magdeburgo, un enlace que permite conectar el canal de Elba-Havel con el canal de Mittelland, siendo el puente de esta clase más grande del mundo. Se comenzó a construir en 1997 y quedó completado en octubre de 2003, con un costo aproximado de 500 millones de euros.
Aunque en 1919 se había planeado ya un puente que conectara ambos canales, su construcción fue pospuesta debido a las dos guerras mundiales y a la separación de Alemania durante la Guerra Fría.
Datos técnicos:
- Longitud total: 918 m
- Anchura del canal: 34 m
- Profundidad del agua: 4.25 m
- Claro máximo: 106 m
- Separación: 90.00 x 6.25 m
- Construido con cerca de 68.000 m³ de hormigón y 24.000 toneladas métricas de acero.

- Datos: Q640980
- Multimedia: Kanalbrücke Magdeburg / Q640980